# Frans Eemil Sillanpää
Frans Eemil Sillanpää (Hämeenkyrö, 16 de septiembre de 1888-Helsinki, 3 de junio de 1964) fue un escritor finlandés, ganador del Premio Nobel de Literatura en 1939. También es conocido en los países hispánicos como Francisco Emilio Sillanpää.

## Biografía
De origen campesino humilde, sus padres consiguieron enviarle a Tampere y, luego, a la Universidad de Helsinki a estudiar medicina, donde trabó amistad con el pintor Eero Järnefelt, y otros personajes importantes de la época como Jean Sibelius, Juhani Aho o Pekka Halonen. En 1913 volvió a su villa natal, dedicándose por completo a la escritura.
En 2013, Finlandia emitió una moneda conmemorativa para celebrar el 125.º aniversario de su nacimiento.

## Obras
En sus primeros relatos —La vida y el sol (1916) y Los hijos del hombre en el cortejo de la vida (1917)— se manifiestan influencias de Knut Hamsun y Maurice Maeterlinck. Los acontecimientos políticos ocurridos entre 1917 y 1918 le inspiraron para escribir la novela Santa miseria (1919). Sus escritos son exposiciones de la vida sencilla de gente corriente.
Otros títulos destacables son:
- A ras del suelo, 1924.
- Muerte prematura, 1931.
- Silja, 1931.
- El destino del hombre, 1932.
- Hombres en la noche estival, 1934.
- Esplendor y miseria de la vida humana, 1945.
- El hijo ha vivido su vida, 1953, libro de memorias.